# Hanauer Automobile Company
Hanauer Automobile Company war ein US-amerikanischer Hersteller von Fahrzeugen.

## Unternehmensgeschichte
Charles Hanauer betrieb die Charles Hanauer Cycle Company in Cincinnati in Ohio. Er war im Bereich von Fahrrädern aktiv. Im Dezember 1900 wurde angekündigt, in die Automobilbranche einzusteigen. Dazu gründete er die Hanauer Automobile Company in der gleichen Stadt. Das Unternehmen war als Werkstatt aktiv, stellte Motorräder her sowie ab 1901 Automobile nach Aufträgen. Der Markenname lautete Hanauer. Von 1901 bis 1902 hatte er eine Fabrik mit drei Stockwerken, bevor er in das ursprüngliche Werk zurückkehrte. 1902 endete die Personenkraftwagen-Produktion.
Als Autohändler für Oldsmobile, Winton und Cadillac war das Unternehmen weiterhin aktiv. 1905 wurde ein Fahrzeug auf Winton-Basis als Feuerwehrauto ausgestattet und für 3500 US-Dollar an Salvage Corps verkauft. Danach verliert sich die Spur des Unternehmens.

## Pkw
Im Angebot standen ausschließlich Dampfwagen.